# Конрой (Айова)
Конрой (англ. Conroy) — переписна місцевість (CDP) в США, в окрузі Айова штату Айова. Населення — 252 особи (2020).

## Географія
Конрой розташований за координатами 41°43′36″ пн. ш. 91°59′55″ зх. д. / 41.72667° пн. ш. 91.99861° зх. д. (41.726613, -91.998528).  За даними Бюро перепису населення США в 2010 році переписна місцевість мала площу 1,97 км², уся площа — суходіл.

## Демографія
Згідно з переписом 2010 року, у переписній місцевості мешкало 259 осіб у 96 домогосподарствах у складі 75 родин. Густота населення становила 131 особа/км².  Було 101 помешкання (51/км²).
Расовий склад населення:
| - 99,6 % — білих |

До двох чи більше рас належало 0,4 %. Частка іспаномовних становила 0,4 % від усіх жителів.
За віковим діапазоном населення розподілялося таким чином: 25,9 % — особи молодші 18 років, 65,2 % — особи у віці 18—64 років, 8,9 % — особи у віці 65 років та старші. Медіана віку мешканця становила 37,9 року. На 100 осіб жіночої статі у переписній місцевості припадало 97,7 чоловіків;  на 100 жінок у віці від 18 років та старших — 106,5 чоловіків також старших 18 років.
Середній дохід на одне домашнє господарство  становив 60 319 доларів США (медіана — 46 758), а середній дохід на одну сім'ю — 68 183 долари (медіана — 58 000). 
Цивільне працевлаштоване населення становило 175 осіб. Основні галузі зайнятості: виробництво — 38,9 %, роздрібна торгівля — 21,7 %, науковці, спеціалісти, менеджери — 18,3 %, освіта, охорона здоров'я та соціальна допомога — 16,0 %.